# Perpetua Nkwocha
Perpetua Ijeoma Nkwocha (Lagos, 3 de enero de 1976) es una futbolista profesional nigeriana y entrenadora del Clemensnäs IF de la División 2 de fútbol femenino sueco. Anteriormente jugó en el club sueco Sunnanå SK. También fue miembro y capitana de la Selección femenina de fútbol de Nigeria.

## Trayectoria
Jugó en el equipo sueco Sunnanå SK tanto en la primera división (Damallsvenskan) y segunda división (Elitettan) desde 2007 hasta 2014. En junio de 2008, la cadena británica de deportes BBC Sport informó de que Nkwocha había anunciado sus planes de retirarse en dos años y que, después de hacerlo, quería seguir involucrada en el fútbol y convertirse en entrenadora.
En 2012, seguía jugando en la segunda división sueca. Antes de la temporada 2015, Nkwocha, de treinta y nueve años, dejó Sunnanå para unirse al Clemensnäs IF de la división inferior (cuarta división) en calidad de jugadora-entrenadora. Pasó parte de la temporada anterior entrenando fútbol masculino en Nigeria, pero quiso establecerse en Suecia tras obtener la ciudadanía sueca.
Con la selección de Nigeria, Nkwocha ha participado en siete ediciones de la Copa Africana de Naciones Femenina (2002, 2004, 2006, 2008, 2010, 2012 y 2014), donde ganó cinco de ellas (2002, 2004, 2006, 2010 y 2014). En el Campeonato Africano Femenino de 2004, marcó cuatro goles en la final contra la Selección femenina de fútbol de Camerún que ayudaron a su país a conquistar el título. También estableció un récord al anotar 9 goles en total durante la competición y fue nombrada la mejor jugadora del torneo.
También ha participado en cuatro Copas Mundiales Femeninas de la FIFA (2003, 2007, 2011 y 2015), así como en los torneos olímpicos de Sídney 2000, Atenas 2004 y Pekín 2008.
Nkwocha fue elegida Futbolista africana del año en 2004, 2005, 2010 y 2011 por la Confederación Africana de Fútbol (CAF).

## Reconocimientos
Nigeria
- Copa Africana de Naciones Femenina: 2002, 2004, 2006, 2010, 2014

Individual
- Futbolista africana del año: 2004, 2005, 2010, 2011
- Máxima goleadora de la Copa Africana de Naciones Femenina: 2004, 2006, 2010
- Federación Internacional de Historia y Estadística de Fútbol (IFFHS): 2021.[5]